# Marcos Bonifacio da Rocha
Marcos Bonifacio da Rocha (* 7. März 1976), auch bekannt als Marquinho, ist ein ehemaliger brasilianischer Fußballspieler.

## Karriere
Marquinho begann seine Karriere 1993 bei SE Matsubara. 1997 unterschrieb er einen Vertrag beim japanischen Zweitligisten Montedio Yamagata. Für Yamagata bestritt er 54 Zweitligaspiele und schoss dabei 11 Tore. 1999 kehrte er zu SE Matsubara zurück. Von 2001 bis 2002 war er außerdem noch beim japanischen Zweitligisten Albirex Niigata und Kawasaki Frontale unter Vertrag. 2003 kehrte er nach Brasilien zurück und unterschrieb einen Vertrag bei União Agrícola Barbarense FC. Danach spielte er bei AA Internacional (Limeira). 2004 wechselte er zum japanischen Zweitligisten Mito Hollyhock. Für Mito bestritt er 59 Zweitligaspiele und schoss dabei 11 Tore. Von 2007 bis 2010 war er bei Tonan Maebashi unter Vertrag. 2011 wechselte er zu Tokyo 23 FC. Ende 2011 beendete er seine Karriere als Fußballspieler.